# Anne-Suzanna Fosther-Katta
Anne-Suzanna Fosther-Katta, née le 13 novembre 1998 dans le 14e arrondissement de Paris, est une athlète franco-camerounaise, spécialiste du triple saut.

## Carrière
Médaillée de bronze aux Championnats de France d'athlétisme 2018 à Albi, Anne-Suzanna Fosther-Katta est sacrée championne de France du triple saut en salle en 2020 à Liévin et termine troisième aux Championnats de France d'athlétisme en salle 2021 à Miramas.
Elle est sacrée championne de France de triple saut en 2023 à Albi.
Elle représente le Cameroun aux Championnats d'Afrique d'athlétisme 2024 à Douala, remportant la médaille d'argent du triple saut.